# Стрельба в гей-баре Колорадо-Спрингс
Примерно в 23:57 19 ноября 2022 года по меньшей мере пять человек были убиты и восемнадцать ранены в результате стрельбы в Колорадо-Спрингс, штат Колорадо. Предполагаемый стрелок был ранен и доставлен в местную больницу. Стрельба произошла в гей-баре «Club Q». Полиция Колорадо-Спрингс заявила, что «подозреваемый проходит лечение, но находится под стражей».
Согласно заявлению клуба в социальных сетях, именно «быстрая реакция героических клиентов усмирила стрелка». Клуб заявил, что был «опустошен» нападением, и выразил соболезнования жертвам и их семьям.
В июне 2023 года Андерсон Ли Олдрич, который признал себя виновным в этих убийствах, был приговорен к «пяти пожизненным срокам заключения и ещё 2 208 годам заключения».